# Du Bois (1983)
Du Bois is een geslacht waarvan leden sinds 1983 tot de Belgische adel behoren.

## Geschiedenis
De stamreeks gaat terug tot Jean du Bois (†1633) van wie een zoon in 1611 voor het eerst wordt vermeld vanwege diens doop. Nazaten werden bestuurders van (rechtsvoorgangers van) Spadel, een bedrijf in mineraalwater, dat nog steeds door de familie als grootaandeelhouder wordt bezeten. Op 22 december 1983 werd Guy du Bois (1925-2013) opgenomen in de erfelijke Belgische adel; hij had bij besluit van de Brusselse rechtbank van eerste aanleg in 1975 naamsverbetering verkregen van Dubois in du Bois. Zijn zoon jhr. Marc du Bois (1963) verkreeg in 2016 de titel van baron overgaande op al zijn wettige afstammelingen, alsmede wapenverandering. Anno 2018 waren er nog twee mannelijke telgen in leven, de laatste geboren in 1993.

### Wapenbeschrijving
- 1983: In sinopel, een golvende linkerschuinbalk van zilver, vergezeld boven van een anker van goud, met zijn tros van zilver, en beneden van een maretak van goud, bevrucht van zilver, in de richting van de linkerschuinbalk geplaatst. Een helm van zilver, gekroond, getralied, gesierd en omboord van goud, gevoerd en gehecht van keel. Dekkleden: sinopel en zilver. Helmteken: een paardenkop en -hals van goud. Wapenspreuk: 'Devoir ténacité charité' in letters van zilver, op een lint van sinopel.

## Enkele telgen
Jhr. Guy du Bois (1925-2013), voorzitter en afgevaardigd bestuurder van de nv Spa Monopole, enz.
- Marc baron du Bois (1963), voorzitter en afgevaardigd bestuurder van de Groep Spadel, chef de famille
  - Louis baron du Bois (1993), vermoedelijke opvolger als chef de famille

### Adellijke allianties
- Du Bus de Warnaffe (1986), Braun (1997), Greindl (2004)